# Katamari Forever
Katamari Forever, conocido en Japón como Katamari Damacy Tribute (块魂 HOMENAJE, Katamari Damashii HOMENAJE ?), es un videojuego de la saga Katamari Damacy. El juego se lanzó para la plataforma PlayStation 3 en Japón el 23 de julio de 2009, el 22 de septiembre de 2009 en América, y 18 de septiembre de 2009 en Europa.Una demo del juego estuvo disponible en la versión japonesa de PlayStation Network el día de su lanzamiento en Japón y en la versión Americana de la PlayStation Network el 10 de septiembre de 2009.

## Historia y juego
Katamari Forever contiene 34 niveles, con algunos niveles nuevos y otros que ya existían en títulos anteriores de la serie. Los niveles superiores se llevan a cabo dentro de la mente del Rey del Cosmos, quien sufre amnesia por culpa de un golpe en la cabeza.Los niveles son de color negro y blanco, y el objetivo es rodar para formar una pelota de basura y así devolver el color a las fases. Podemos encontrar nuevas fases en el presente, donde RoboKing, una versión robótica del rey de todo el cosmos creado por los primos, arrasa y destruye todas las estrellas del cielo.
El objetivo de los nuevos niveles implica la creación de estrellas enrollando basura como en los anteriores juegos de Katamari Damacy. Las nuevas adiciones al juego son: el "Príncipe Hop", que permite al príncipe saltar en el aire accionando el controlador hacia arriba o pulsando el pedal, y el "King Shock ", que succiona los objetos cercanos a la Katamari como si fuera un imán.
Katamari Forever no incluye el modo multijugador en línea como en Beautiful Katamari, pero sí las características de multijugador offline y tablas de clasificación en línea.
El juego utiliza un formato de alta definición de video Además de los gráficos en el estilo original de Katamari Damacy, el juego permite a los jugadores seleccionar los filtros gráficos como cel-shading, lápiz de color o gráficos granulados.
Se dice que Katamari Forever también incluye la función de desbloqueo de las recompensas de PlayStation Home por el juego.Algunos de los artículos incluyen una camiseta con un pequeño Príncipe en el hombro. Se podrán desbloquear otros primos con otras camisas para los avatares masculinos y femeninos.

## Música
La música para el juego incluye una serie de temas remezclados de iteraciones anteriores de la serie, utilizando una combinación de sonidos "eléctricos" y "orgánicos", según dice el director de sonido Yū Miyake .Miyake se sirvió de la ayuda de otros artistas japoneses y remezcladores para crear la banda sonora. La banda sonora se lanzó en Japón el 19 de agosto de 2009.Incluye un total de 36 temas en dos discos.

## Recepción
Katamari Forever recibió un 33 de 40 puntos por la revista de juegos Famitsu. Fue el sexto juego más vendido en Japón en la semana de su lanzamiento, vendiendo 28.000 unidades. En Estados Unidos, IGN otorgó al juego un 7 de 10 señalando que el juego todavía sufría muchos de los problemas de los que estaban plagadas versiones previas de la serie.
PixlBit premió al el juego con 4 de 5 estrellas, recomendando el juego tanto a los fanes de la serie como a los recién llegados.

### Otras referencias
1.^ "A Princely Demo". Namco Bandai Games. 2009-09-11. http://au.playstation.com/games-media/news/articles/detail/item233473/A-Princely-demo/ Archivado el 16 de septiembre de 2009 en Wayback Machine.. Retrieved 2009-09-11.
2.^ Spencer (May 4, 2009). "Katamari Forever And 100+ Cousins Come To The PS3 In July". Siliconera.com. http://www.siliconera.com/2009/05/04/katamari-forever-and-100-cousins-come-to-the-ps3-in-july/. Retrieved 2009-05-13.
3.^ Tom Bramwell. "Katamari Forever demo out in Japan". Eurogamer.net. http://www.eurogamer.net/articles/katamari-forever-demo-out-in-japan. Retrieved 2009-07-24.
4.^ IGN staff. "IGN: Katamari Forever Preview". IGN.com. http://ps3.ign.com/articles/978/978032p1.html. Retrieved 2009-07-23.
8.^ Gifford, Kevin (March 25, 2009). "PS3 Struck By Giant Katamari". 1UP.com. http://www.1up.com/do/newsStory?cId=3173445 (enlace roto disponible en Internet Archive; véase el historial, la primera versión y la última).. Retrieved 2009-03-29.